# 阿西烏特青黴
阿西烏特青黴（学名：Penicillium assiutense）为髮菌科青黴下的一个种。

## 扩展阅读
- 維基物種上的相關：阿西烏特青黴